# Oricon Combined Albums Charts
Die Combined Albums Charts (Offizieller Name: オリコン合算アルバムランキング Orikon Gassan Arubamu Rankingu) von Oricon ist eine im Jahr 2018 eingeführte Hitliste, die im Vergleich zu den offiziellen Oricon-Albumcharts neben Tonträger- auch digitale Albenverkäufe und Musikstreaming in ihrer Berechnung einbezieht. Sie steht in Konkurrenz zu den Hot-Albums-Charts, die vom japanischen Ableger des US-amerikanischen Billboard-Magazins erhoben werden.
Erstmals wurden die Oricon Combined Albums Charts am 24. Dezember 2018 publiziert. Das erste Nummer-eins-Album ist Anti Anti Generation der japanischen Rockband Radwimps.

## Entstehungsgeschichte
Das Medienunternehmen Oricon veröffentlicht seit 1987 die offiziellen Albumcharts in Japan, die lediglich physische Tonträgerverkäufe in ihrer Berechnung einbeziehen. Im Gegensatz zu vielen anderen Ländern, in denen Musikcharts erhoben werden, dominierten in Japan bis in die 2000er-Jahre Tonträgerverkäufe. Die Recording Industry Association of Japan schrieb in ihrem Trendbericht für das Musikjahr 2010, dass der Wert der Tonträgerproduktionen im Jahr 2009 bei 249 Milliarden Yen lag, wohingegen digitale Produktionen rund 91 Milliarden Yen ausmachten, wobei Musikdownloads zu dieser Zeit einen stetigen Zuwachs erfuhren.
Obwohl physische Verkäufe den heimischen Markt nach wie vor dominierten, führte der stete Zuwachs digitaler Musikveröffentlichung zu Diskussionen um die Einführung von Musikcharts, die neben Tonträger- unter anderem auch digitale Musikverkäufe berücksichtigen. Diese wurden aber ergebnislos verworfen. Sōkō Koike, der Gründer von Oricon, erklärte gegenüber der japanischen Tageszeitung Asahi Shimbun, dass die Einführung multifaktorbasierter Musikcharts schwierig sei. Koike erklärte, dass man auf Ankündigungen von Musikfirmen angewiesen sei und man anders als bei Tonträgerverkäufen, keine Maßnahmen zur Verifizierung der Verkaufszahlen aufsetzen könne.
Aufgrund der fehlenden Genauigkeit bei der Bemessung des kommerziellen Erfolgs von musikalischen Veröffentlichung büßten die Oricon-Musikcharts laut Musikjournalist Sōichirō Matsutani an Beliebtheit bei den Medienunternehmen ein. Diese wandten sich vermehrt den konkurrierenden Musikcharts des japanischen Billboard-Ablegers zu, die neben Tonträger-, auch digitale Musikverkäufe und Musikstreamings in ihrer Berechnung einfließen lassen. Tomonori Shiba urteilte, dass die Oricon-Musikcharts seit Jahren ihren eigentlichen Zweck verfehle.
Koike wiederholte im Jahr 2015 seine Aussage, keine multifaktorbasierten Musikcharts einführen zu wollen. Stattdessen führte das Unternehmen im Jahr 2016 zunächst die Digital Albums Charts ein, die neben den offiziellen Musikcharts erhoben werden und lediglich digitale Musikverkäufe bei der Ermittlung verwertet. Allerdings wurde im Januar des Jahres 2018 angekündigt, dass Oricon die Einführung einer multifaktorbasierten Hitliste plane. Am 29. August gleichen Jahres wurden die Oricon Combined Singles Charts, die Combined Albums Charts sowie die Streaming Charts vorgestellt. Die Combined Albums Charts wertet neben Tonträgerverkäufe, auch Musikdownloads und Musikstreamings aus. Die erste Hitliste erschien in der Woche zum 24. Dezember 2018, in der Anti Anti Generation der japanischen Rockband Radwimps das erste Nummer-eins-Album wurde.

## Methodologie
Für die Erhebung der Combined Albums Charts werden neben der Anzahl verkaufter Tonträger, auch Musikdownloads und Musikstreaming herangezogen. Bei der Zusammenstellung der Hitliste kommt ein System basierend auf der Album-equivalent unit zum Einsatz, bei der die verkauften Einheiten und Musikstreaming in Punkte konvertiert werden: Ein CD-Verkauf und der Download eines gesamten Albums entsprechen einen Punkt, während ein heruntergeladenes Lied 0,4 und ein Songstream 0,00069 Punkte einbringen – demnach müsste ein Werk 1,440 mal gestreamt werden, um einen Punkt zu generieren.
Die Daten werden von Montag bis Sonntag erhoben; Die Publikation der Combined Albums Charts findet donnerstags auf der Internetseite von Oricon statt. Für die Erstellung der Hitliste werden Daten von folgenden Anbietern erhoben:
| Musikdownloads - Amazon Music - iTunes - Mora - Mu-mo - Music.jp - Oricon - RecoChoku | Musikstreaming - Amazon - Apple Music - AU Smartpass - AWA - KKBox - Line Music - Rakuten Music - Spotify - Tower Records Music - YouTube - YouTube Music |

Die Daten von Tonträgerverkäufen werden von Plattenläden, Verleihgeschäften, Supermarktketten, Internetshops und Elektronikfachgeschäften an Oricon übermittelt.

## Nummer-eins-Alben der Jahrescharts
| Jahr | Künstler      | Titel                         | Punkte a  | Quelle |
| ---- | ------------- | ----------------------------- | --------- | ------ |
| 2019 | Arashi        | 5x20 All the Best!! 1999–2019 | 2.100.438 | [ 12 ] |
| 2020 | Kenshi Yonezu | Stray Sheep                   | 1.970.930 | [ 13 ] |
| 2021 | BTS           | BTS, the Best                 | 1.066.156 | [ 14 ] |
| 2022 | Snow Man      | Snow Labo. S2                 | 986.018   | [ 15 ] |
| 2023 | King & Prince | Mr. 5                         | 1.399.236 | [ 16 ] |
| 2024 | Snow Man      | RAYS                          | 1.162.227 | [ 17 ] |